# Tadeáš Haenke
Tadeáš Xaverius Peregrinus Haenke (německy Thaddäus, španělsky Tadeo; 5. prosince 1761, Chřibská – 4. listopadu 1816 Cochabamba) byl český, německy hovořící botanik, lékař, etnograf, kartograf, geolog, chemik, hudebník, cestovatel a objevitel.
Jako první v českých zemích roku 1784 vypustil montgolfiéru. Jeho životní náplní se stala botanika a věhlas si získal na své výpravě do Alp. Poté cestoval okolo světa s výpravou Alessandra Malaspiny, po které se vrátil do Jižní Ameriky, kde prožil zbytek svého života. Jako první objevil kolem roku 1790 největší leknínovitou rostlinu Viktorii královskou (Victoria regia), zmapoval region, který také etnograficky popsal. Ve španělských službách se staral o místní indiány, jeho zdokonalení výroby ledku přispělo k rozvoji výroby střelného prachu. Za napomáhání povstalcům byl zatčen; udávaly se i zkazky o jeho záhadném úmrtí.

## Život

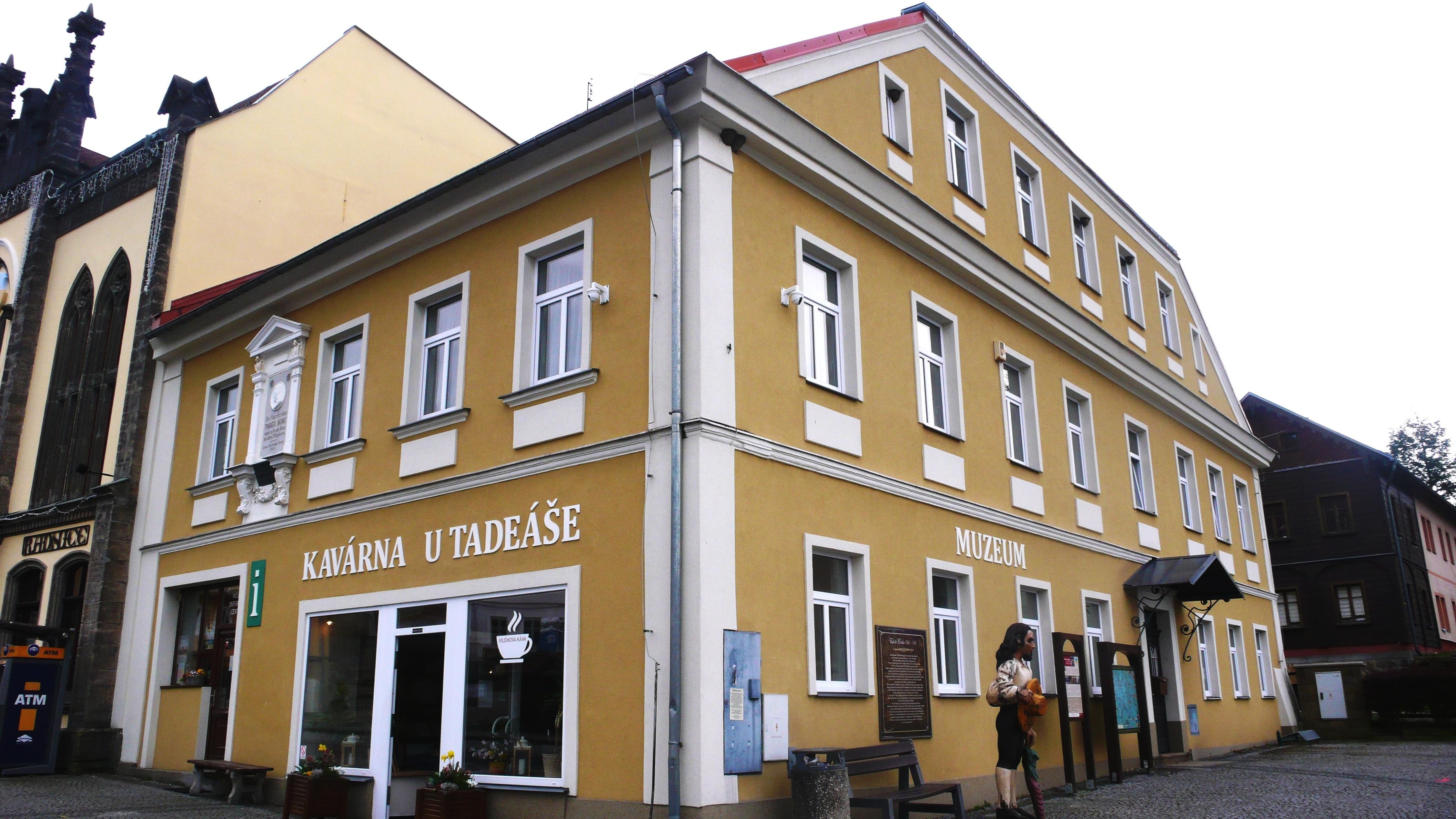
Rodný dům Tadeáše Haenkeho (dnes muzeum a kavárna)

Narodil se dne 5. prosince 1761 v Chřibské na okraji Českého Švýcarska jako sedmé z dvanácti dětí. Jeho otec byl právník a rychtář Elias Georg Thomas Haenke spřízněný se sklářskou rodinou Friedrichů, matka Anna Rosalie Haenke, rozená Eschlerová. Rodina sice patřila k nejvýznamnějším ve městě, ale stejně nebylo lehké, aby se z otcova rychtářského platu (45 zlatých ročně), vůbec uživili. 
Tadeáš již od mládí slýchal španělštinu, protože jeho starší sestra Anna Maria se roku 1775 provdala za obchodníka se sklem Jana Kašpara Bienerta (ve Chřibské byla do roku 2007 nejstarší funkční sklárna v Evropě, která byla založena již v roce 1414). Ten působil ve španělském Cádizu a později v Cartageně a tím se vytvořil velmi úzký rodinný vztah ke španělské jazykové oblasti. 
První Tadeášův učitel byl místní Zacharias Eiselt. Tadeášův otec i v tíživé finanční situaci odmítl návrh bohaté tety z Polska na adopci svého syna a raději šel do Polska za prací sám. Další vzdělání získal Tadeáš u svého strýce Eschlera, který byl farářem na faře v obci Robeč (něm. Robitsch) u Úštěku a později děkanem v Kravařích. Ten si často vzal k sobě na faru některé ze sestřiných dětí. Tadeáše učil latinu a hudbu a později mu platil hudební lekce u vynikajícího varhaníka Schuberta ve Varnsdorfu. Později se Tadeáš vzdělával u jezuitů v Praze a po zrušení řádu roku 1773 na gymnáziu na Starém Městě. V roce 1782 nastoupil na studia medicíny, kde si ho všiml profesor Josef Gottfried Mikan, jenž jej zaměstnal jako domácího učitele svého syna Johanna Christiana Mikana, který se později stal botanikem a cestovatelem po Brazílii. Josefa Gottfrieda také doprovázel při jeho inspekční cestě po Čechách, při níž získali příspěvky na obnovu botanické zahrady na Smíchově, zničené povodní. Kromě toho podnikl výpravu do středních a západních Čech, především pak na Křivoklátsko, které vlastnil Karel Egon z Fürstenberka. 18. března 1784 na sebe upoutal pozornost, když s pomocí svého učitele Mikana sestrojil a vypustil v pražské Fürstenberské zahradě před zraky hraběte Prokopa Lažanského z Bukové (1741–1804, v roce 1789 se stal prezidentem České královské společnosti nauk), balón podle vzoru francouzských montgolfiér a v září provedl v zahradě hraběte Dietrichsteina v Židlochovicích další úspěšný pokus a na balon nechal upevnit německý a český nápis, který sliboval odměnu tomu, kdo balon najde, vrátí a sdělí místo a čas jeho dopadu na zem. Byl to v podstatě malý balónek ze zlaté fólie naplněný vodíkem, ale i tak to vyvolalo ohlas v pražských novinách.
Na přelomu let 1785 a 1786 prodělal těžkou nemoc, pravděpodobně zápal plic, po níž se usadil v severních Čechách, kde zkoumal přírodu Českého Švýcarska. V létě 1786 si ho fyzik a později známý projektant železnic František Josef Gerstner vybral pro expedici do Krkonoš, které se spolu s ním zúčastnili také abbé Tobiáš Gruber a inženýr Jan Jirásek. Ohlas výpravy se dostal i do zahraničí; v roce 1791 o ní vyšla v Drážďanech zpráva pod názvem Aus der Beobachtung auf Reise nach dem Riesengebirge. Svá studia Haenke zakončil ve Vídni u Nicolase Jacquina a v následujících letech se podílel na výzkumech v oblasti Neziderského jezera a v Alpách, na které mu přispěl pražský přírodovědec Ignác Born. V roce 1789 se na základě svých prací stal členem Královské české společnosti nauk.

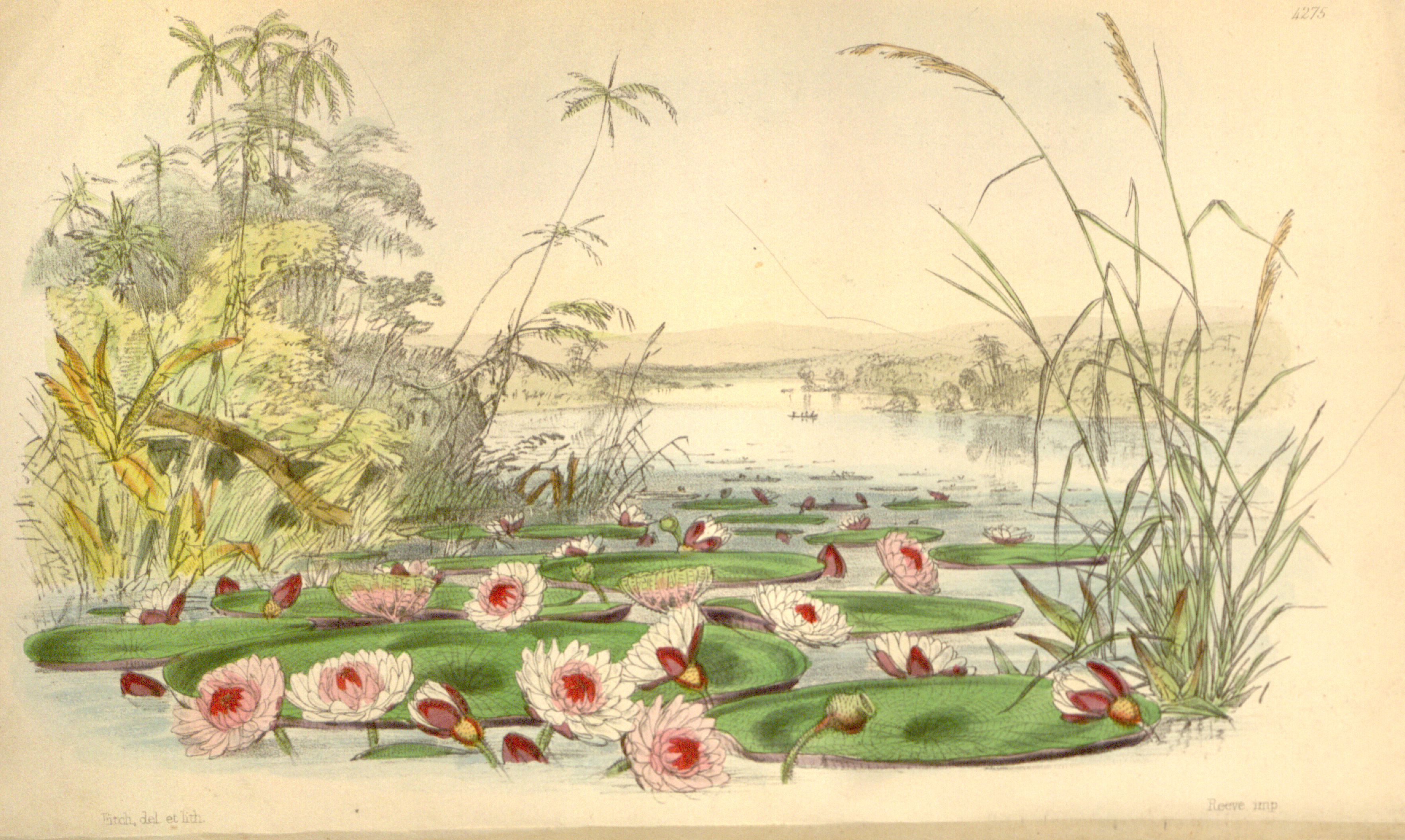
Kvetoucí viktorie královská (kresba Williama J. Hookera z roku 1847)

Na svou další výpravu se měl původně vydat na Sibiř. V roce 1788 však obdržel pozvánku na výpravu Itala ve španělských službách Alessandra Malaspiny. Na konci července 1789 expedice vyplula na lodích Descubierts a Atrevida z Cádizu do Ameriky a Tichomoří. Doporučující dopis na expedici získal z nejvyšších míst v Rakousku, mimo jiné i od kancléře Václava Antonína Kounice. Odjezd lodi však Haenke zmeškal, proto odplul až 19. srpna na lodi Nuestra Señora del Buen Viaje. V ústí řeky La Plata však ztroskotal a pouze se spisem Systema plantarum od Carla Linného a pár dokumenty se musel dostat do Montevidea. Na Vánoce 1789 pak odtud dorazil do Buenos Aires a koncem února 1790 se vydal horskými průsmyky v Andách do Chile. Na začátku dubna se pak v Santiagu de Chile setkal s Malaspinou a 8. dubna se připojil ke španělské expedici, která pokračovala dále na sever. S mezipřistáním v Arice 21. května dorazili do Callaa. Na rozkaz španělského místokrále se následně vydal do And v Peru, k pramenům Amazonky a do vnitrozemí v Ekvádoru. V Ekvádoru pak podnikl neúspěšný pokus o výstup na sopku Chimborazo, která byla v té době považována za nejvyšší horu Ameriky i světa. Dne 2. února 1791 pak expedice s mezipřistáním v Acapulcu v Mexiku pokračovala dále na sever. Postupně bylo prozkoumáváno pobřeží Kanady a v červnu dorazili členové výpravy na Aljašku. Při zpáteční cestě došlo k prozkoumání ostrovů a průlivů na západním pobřeží Severní Ameriky a v listopadu se obě lodě setkaly v přístavu v Acapulcu. Po krátké výpravě do hlavního města Mexika, Ciudad de México, pokračoval Haenke s expedicí na cestu Pacifikem.
Dne 21. prosince 1791 vypluli z Acapulca a s mezipřistáními na ostrovech Tinian a Guam se v březnu dostali na Filipíny, které tehdy patřily Španělsku. Loď Atrevida následně pokračovala do Kantonu (Kuang-čou) v Číně a Descubierta zůstala v přístavu Manile. Prozkoumáním vnitrozemí byl kromě Haenkeho pověřen také Antonio Pineda. Haenke prozkoumával jihovýchodní část ostrova Luzon a do Manily se vrátil až po třech měsících v červenci 1792. Zde se také dozvěděl o Pinedově smrti.
V prosinci 1792 pokračovala výprava na ostrov Mindanao a po zastávkách na severním pobřeží Nové Guineje, u Nové Kaledonie a Nového Zélandu (Dusky Sound) se přes Tasmanovo moře dostala do Botany Bay, nedaleko dnešního města Sydney. Dne 12. března 1793 vstoupil jako první obyvatel Čech na půdu Austrálie. Zde zkoumal místní rostliny a napsal o nich dopis britskému botanikovi Josephu Banksovi. Odtud výprava pokračovala napříč Pacifikem se zastávkami na ostrovech Tonga a Tahiti až do přístavu Callao v Peru.
Tady se v létě 1793 Haenke na příkaz velitele od výpravy oddělil a pokračoval do Concepciónu v Chile a odtud do And. Následně pokračoval do provincie Tucumán v Argentině a odtud do Potosí a La Pazu a poté přes pohoří Tiupani do oblasti Mojos, dnes na severu Bolívie. Tady zkoumal místní říční síť. Pak pokračoval do Cuzca v Peru a po horním toku Amazonky (Ucayali), přes Andy do Limy. V roce 1796 se usadil v Cochabambě v dnešní Bolívii. Zde sepisoval poznatky a výzkumy ze svých cest.
V letech 1801–1802 se připojil k výpravě proti Indiánům Chiquitos, při níž znovu zkoumal údolí Mojos. Zde znovu zkoumal říční síť a především pak tok několika řek, pramenících v masivu San Fernando. Při této výpravě se mu podařilo poprvé spatřit viktorii královskou. Jméno jí však dal až v roce 1840 anglický botanik Lindley na základě popisu, který vytvořili na Guayaně bratři Schomburgkové. Po ukončení výpravy se vrátil do Cochabamby.

Po roce 1802 se věnoval výzkumu výroby léčiv a střelného prachu a také vhodnosti chilského ledku k jeho výrobě. Nadále udržoval vztahy s předními evropskými vědci, např. s Alexanderem von Humboldtem. V letech 1806–1809 působil jako komisař u kmene Chiriguanos. Byl ovšem obviněn z neoprávněného získání financí od španělského krále a měl se vydat obhajovat se do Buenos Aires. Cestu ovšem neustále odkládal, jednak kvůli zdravotnímu stavu a jednak kvůli neustále se měnící situaci v Argentině.

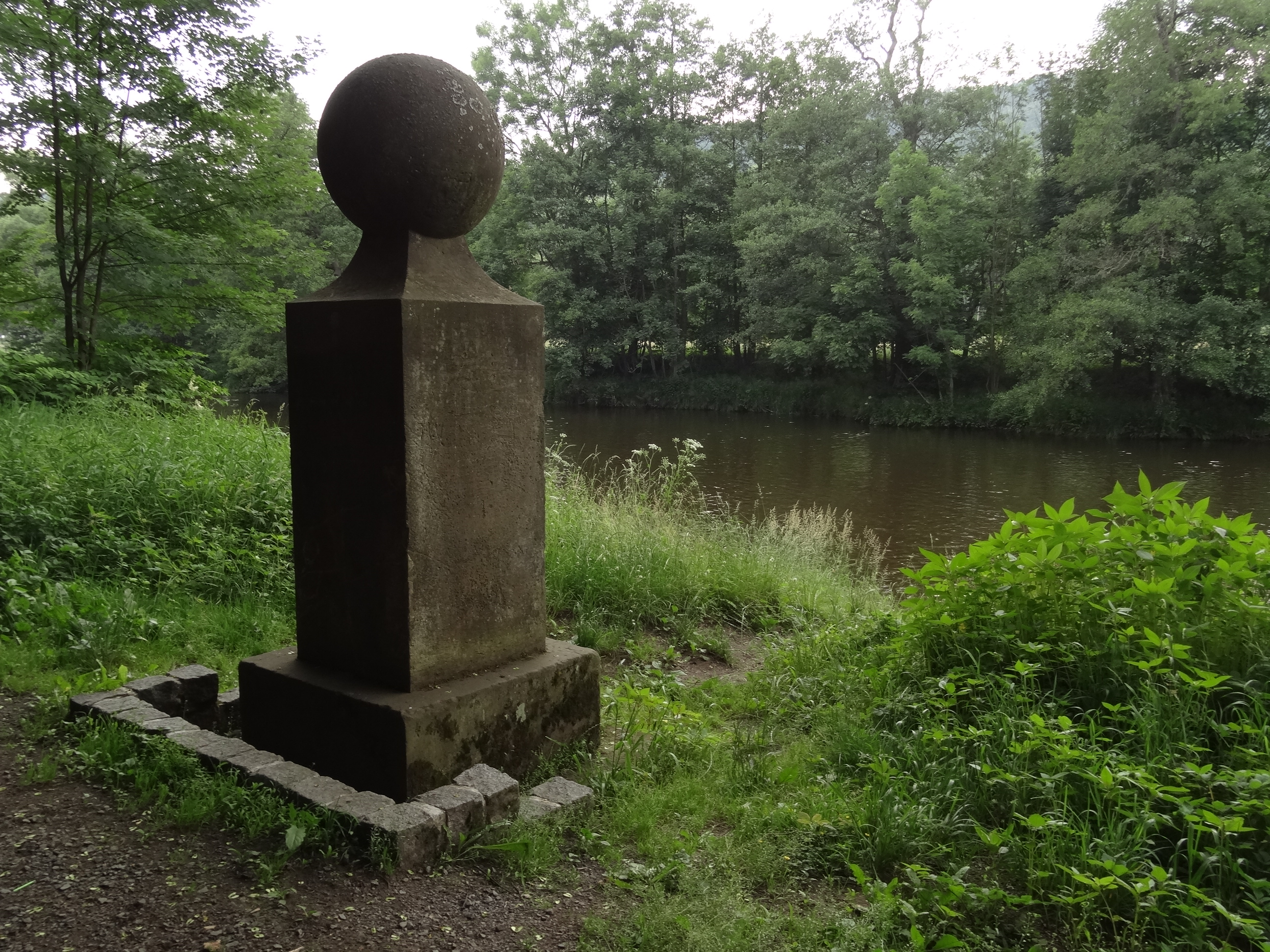
Pomník Tadeáše Haenke ve Sněhově (Malá Skála), který zřídil F. Z. Römisch roku 1825

Po návratu od Indiánů se usadil v Buxacaxei. Zde na statku pěstoval různé druhy rostlin a zvířat, mezi nimi i bource morušového. Kromě toho zde založil výrobnu hedvábí a barvírnu. Podle dřívějších údajů měl zemřít 31. října 1817, kdy mu podle údajné oficiální zprávy služka místo léku podala jed. Podle jiných neoficiálních zpráv se zapojil do bojů za nezávislost a zemřel ve vězení. Vídeňská univerzitní profesorka Renée Gicklhornová však badatelskou činností zjistila, že zemřel 4. listopadu 1816 ve svém domě v Cochabambě na následky cévní mozkové příhody. Pochován je v klášteře františkánů v Cochabambě.

## Připomínky Haenkeho jména
- Je po něm pojmenován ostrov Haenke Island a ledovec Haenke Glacier na Aljašce.
- Jeho jméno nesou či nesly i některé rostliny – sítina Juncus haenkei, galgán Alpinia haenkei, Leptosolena haenkei, šalvěj Salvia haenkei, sleziník Asplenium haenkeanum, druh trávy Aulonemia haenkei, smldinec Dioscorea haenkeana, orchidej Epidendrum haenkeanum, Marathrum haenkeanum, paspal Paspalum haenkeanum, křídelnice Pteris haenkeana, kebračovník Schinopsis haenkeana, vraneček Selaginella haenkeana, ale i mnoho dalších rostlin, které však byly časem přejmenovány.
- V třetím největším bolivijském městě Cochabambě, je po něm pojmenována nejdelší a nejvýznamnější třída Avenida Tadeo Haenke.
- V městě Iquique na severu Chile je po něm pojmenována ulice Tadeo Haenke.
- Jeho jméno je jedním z dvaasedmdesáti jmen významných osobností, která jsou napsána zlatým písmem pod okny Národního muzea v Praze.

## Haenke v umění
- Osudy Malaspiny a Haenkeho se José Luis Greco inspiroval, při skládání opery Malaspina o la idea de la felicidad. A také i u své druhé práce, kterou na počest Malaspiny a Haenkeho hrál Český národní symfonický orchestr a klavírista Duncan Gifford, koncert pro klavír a orchestr s názvem Geografías del silencio.
- Existují jen dvě Haenkeho podobizny. První z jeho mládí namaloval německý rytec, grafik a ilustrátor Vinzenz Raimund Grüner. Druhý obraz visí na městském úřadě v Cochabambě.
- Roku 1974 vyšel o Tadeáši Haenkovi román Vězeň z Cochabamby, který napsala botanička, výtvarnice a odborná spisovatelka v oblasti přírodních věd Eva Hoffmannová. Kniha byla zdramatizována Československým rozhlasem v Praze a Brně a v několika reprízách vysílána. Byla i poslední dobrodružnou knihou, kterou ilustroval Zdeněk Burian.